# James Thomson (Ingenieur)

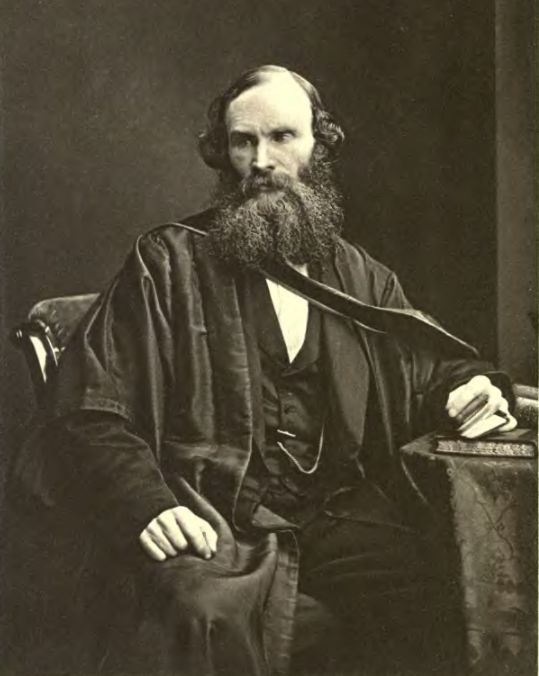
James Thomson (1822–1892)

James Thomson (* 16. Februar 1822 in Belfast; † 8. Mai 1892 in Glasgow) war ein britischer Ingenieur, Physiker und Erfinder, dessen Bedeutung von seinem jüngeren Bruder William Thomson, der als „Lord Kelvin“ bekannt ist, überstrahlt wird.

## Leben
Er wurde in Belfast geboren, wuchs aber die meiste Zeit in Glasgow auf. Sein Vater James Thomson war seit 1832 Mathematik-Professor an der Universität von Glasgow. Der Sohn besuchte die Universität von Jugend an und machte noch als Teenager einen ausgezeichneten Abschluss. Danach machte er mehrere kurze praktische Ausbildungen bei Ingenieuren verschiedener Fachrichtungen und beschäftigte sich danach längere Zeit mit theoretischen und mathematischen Studien, oft mit seinem Bruder zusammen in Glasgow. Mit Ende zwanzig machte er sich als Ingenieur mit der Spezialrichtung Wassertransport selbständig. 1855 wurde er Professor für Bauingenieurwesen an der Queen’s University of Belfast, wo er bis 1873 blieb, als er in Glasgow auf den Stuhl des Regius Professors für Bauingenieurwesen und Mechanik berufen wurde, wo er Vorgänger des einflussreichen William Rankine war. Er ging 1889 in den Ruhestand und starb 1892.
James Thomson ist bekannt für seine Arbeiten zur Verbesserung von Wasserrädern, Wasserpumpen und Turbinen, ebenso für seine Neuerungen bei der Untersuchung der Regelation, der Einfluss des Drucks auf den Gefrierpunkt des Wassers. Außerdem untersuchte er in der Gletscherkunde die Bewegung von Gletschern, wobei er die Arbeiten von James David Forbes erweiterte. Weiterhin studierte er das experimentelle Werk seines Kollegen Thomas Andrews über die Kontinuität von flüssiger und gasförmiger Materie und stärkte das Verständnis darüber, indem er seine guten Kenntnisse in Thermodynamik anwandte. Er lieferte auch Beiträge zum Fachgebiet der Fließdynamik von Flüssen und zur Geologie.
James Thomsons wichtigste Forschungsveröffentlichungen in Physik und Ingenieurwesen wurden in einer 500 Seiten starken Sammlung nach seinem Tod neu veröffentlicht. Diese ist online frei verfügbar (siehe unten). Darin sind auch eine längere (80 Seiten) und eine kürzere Biografie (10 Seiten). Darin steht auch, dass Thomson der erste war, der die Worte radian, interface und apocentric im Englischen benutzt hat, obwohl er auch zahlreiche Neologismen verwandte, die sich nicht durchsetzten.
Zu seinen Erfindungen zählen ein Leitapparat für Francis-Turbinen und das Thomsonwehr. Außerdem wird er mit Vorarbeiten zu der Erfindung des Kühlschranks in Verbindung gebracht, die aber möglicherweise eher seinem Bruder William zuzuschreiben sind.

## Schriften
- Collected Papers in Physics and Engineering of James Thomson. archive.org
- Joseph Larmore, James Thomson (Hrsg.): Collected Papers in Physics and Engineering of James Thomson. Cambridge University Press, 1912
- Collected Papers in Physics and Engineering. Selected and Arranged with unpublished material and brief annotations by Sir Joseph Larmor, D.Sc., LL.D., Sec. R.S., M.P., Lucasian Professor of Mathematics in the University of Cambridge and James Thomson, M.A. Cambridge University Press, 1912; archive.org.